# Branchipodidae
Branchipodidae es una familia de anostráceos.

## Géneros
- Australobranchipus Rogers, Timms, Jocquè & Brendonck, 2007
- Branchiopodites Woodward, 1879 †
- Branchipodopsis Sars, 1898 (sensu Brendonck & Belk, 1997)
- Branchipus Schaeffer, 1766 (sensu Brendonck & Belk, 1997)
- Metabranchipus Masi, 1925 (sensu Brendonck & Belk, 1997; Rogers & Hamer, 2012)
- Pumilibranchipus Hamer & Brendonck, 1995 (sensu Brendonck & Belk, 1997)
- Rhinobranchipus Brendonck, 1995 (sensu Brendonck & Belk, 1997)